# 一見理沙
一見 理沙（かずみ りさ、1978年4月24日 - ）は、茨城県ひたちなか市出身の日本の柔道家。階級は63 kg級と66 kg級。身長167 cm。得意技は大外刈。

## 経歴
柔道は大島中学に入学してから始めた。3年の時には全国中学校柔道大会の56 kg超級で決勝まで進むも、夙川学院中学1年の薪谷翠に横四方固で敗れた。土浦日本大学高等学校に入学後、高校2年の時に全国女子体重別66 kg級で住友海上の木本奈美を判定で破って優勝したことにより、オリンピック代表候補として一躍脚光を浴びることになった。続く全国高等学校柔道選手権大会では決勝で旭川南高校2年の上野雅恵を腕挫十字固で破って優勝した。
3年の時には、選抜体重別の決勝で横浜そごうの松尾徳子を指導で破って優勝したことにより、高校生ながらアトランタオリンピック代表に選出された。オリンピックでは初戦でチェコのラドサ・ストゥサコバと対戦して横四方固で破るも、2戦目で台湾の呉玫玲の前に開始10秒の大外返であっけなく敗れた。オリンピック直後に出場したインターハイ団体戦では決勝で湊川女子高校と対戦すると、前田桂子を大内刈で破ってチームの優勝に貢献した。世界ジュニアでは初戦でオランダのエディス・ボッシュと対戦して敗れたが、その後の敗者復活戦を勝ち上がって3位になった。なお、52 kg級に出場した一見の高校の同級生である中谷美保子は優勝した。
1997年には筑波大学に進学すると、1年の時には東アジア大会で3位だったが正力杯では優勝した。全国女子体重別では2年ぶり2度目の優勝を飾った。その後、階級制度が変更されると63 kg級の選手となり、福岡国際とドイツ国際 で2位になった。2年の時には体重別で2年ぶり2度目の優勝を飾るが、ワールドカップ国別団体戦では、5位にとどまった。1999年の3年の時には体重別の決勝で大学の1年後輩でもある前田に敗れ、2位だった。ユニバーシアードでは3位だったが、全国女子体重別では3度目の優勝を飾った。2001年には大学を卒業しコマツの所属となった。しかし、体重別の決勝では大学の3年後輩でもある谷本歩実と対戦して敗れた。
引退後の2007年には柔道整復師と結婚した。

## 主な戦績
- 1993年 - 全国中学校柔道大会 56 kg超級 2位
- 1995年 - 全国女子体重別 66 kg級 優勝
- 1996年 - ブルガリア国際 66 kg級 3位
- 1996年 - 全国高等学校柔道選手権大会 66 kg級 優勝
- 1996年 - 選抜体重別 66 kg級 優勝
- 1996年 - インターハイ 団体戦 優勝
- 1996年 - 世界ジュニア 66 kg級 3位
- 1997年 - 東アジア大会 66 kg級 3位
- 1997年 - 正力杯 66 kg級 優勝
- 1997年 - 全国女子体重別 66 kg級 優勝
- 1997年 - 福岡国際 63 kg級 2位
- 1998年 - ドイツ国際 63 kg級 2位
- 1998年 - 体重別 63 kg級 優勝
- 1998年 - ワールドカップ国別団体戦 5位
- 1999年 - 体重別 63 kg級 2位
- 1999年 - ユニバーシアード 63 kg級 3位
- 1999年 - 全国女子体重別 63 kg級 優勝
- 2001年 - 体重別 63 kg級 2位

(出典、、JudoInside.com)